# Хрипань (платформа)
Хрипа́нь — остановочный пункт Казанского направления Московской железной дороги в деревне Хрипань Раменского района Московской области. 
Открыт в 1912 году, назван по деревне и реке Хрипань.
По состоянию на 2016 год, билетная касса работает с 6:00 до 17:45.